# 徐潤第
徐润第（?—1827年），字德夫，山西五台县人。清朝政治人物。

## 生平
少年颖悟，後入五台崇实书院，师从知县王秉韬，研读王阳明编《大学古本》。乾隆五十三年（1788年）戊申恩科举人，乾隆六十年（1795年）三甲第八十六名进士。授内阁中书，补舍人，转典籍。戴联奎器重徐润第，嘉庆十四年调海运仓。嘉庆十六年，任湖北施南府同知。因母多病，請假歸里，在介休設館學。嘉庆二十一年，应河南光州知州王瑶峰之请，至署佐讲学。经四年归里，设教于东冶镇。后设教于晋阳等地。工书法，初学欧，后学颜。學者稱廣軒先生。道光七年（1827年）九月，偶感时疫，臥病三日，卒於介休县富商侯姓館舍。其子徐继畬集辑杂著《敦良斋遗书》十七卷。